# Rivière aux Outardes
Pour les articles homonymes, voir Outarde et Rivière aux Outardes (homonymie).
Pour l’article ayant un titre homophone, voir Rivière-aux-Outardes.
La rivière aux Outardes est une rivière de la Côte-Nord du Québec qui se jette dans le fleuve Saint-Laurent.

## Toponymie
Le nom fait référence à l'outarde, nom commun de la bernache du Canada.

## Géographie

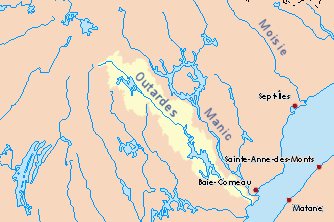
Carte du bassin versant.

La rivière aux Outardes naît à environ 20 km au sud des monts Otish et coule en direction sud-est jusqu'à l'estuaire maritime du Saint-Laurent.

### Hydrographie
La rivière aux Outardes a une longueur de plus de 450 km de sa principale source à environ 20 km au sud des monts Otish, le lac Plétipi, à son embouchure à l'est du village de Chute-aux-Outardes. Son débit est d'environ 389 m3/s et est régulé par les trois ouvrages hydroélectriques.

## Ouvrages hydroélectriques
Trois centrales hydroélectriques ont été aménagées sur la rivière par Hydro-Québec au cours des années 1960 et 1970, dans le cadre du projet Manic-Outardes :
- Centrale aux Outardes-2 d'une puissance de 523 MW[3] ;
- Centrale aux Outardes-3 d'une puissance de 1 026 MW[3] ;
- Centrale aux Outardes-4 d'une puissance de 785 MW[3].